# 新塘站 (广州地铁)
新塘站是廣州地鐵13號線的其中一個車站。位於中国广东省广州市增城区新塘镇环城路新塘樞紐附近的地底。車站於2017年12月28日随13号线开通而启用。

## 車站結構

### 车站楼层
本站目前共有三层，地面为车站各出入口，周边为环城路、国铁新塘站、城际铁路新塘南站、凯达尔国际广场以及其他建筑，地下一层为E出入口站厅，该层现时亦连接地面的国铁换乘厅前往E3出入口；地下二层为站厅；地下三层为站台層。
本站的站厅及两个月台的天花波浪吊顶采用横向贯穿设计，与13号线首期各站采用纵向贯穿端头的设计不同，车站墙面采用13号线首期一般车站的灰绿色玻璃幕板。
| 地下一层 | E出入口站厅                | E1、E2出入口 非付费区通道前往国铁新塘站换乘厅（E3出入口） |  |  |
| 地下二层 | 站厅                       | C、D2出入口 售票機、客服中心、商店、警务室、安检设施      |  |  |
| 地下三层 | 2 站台                     | █13号线 鱼珠方向（下站：白江）                            |  |  |
|          | 岛式站台（卫生间、母婴室） |                                                           |  |  |
|          |                            | 预留 █16号线（现状封闭）                                  |  |  |
|          |                            | 预留 █16号线（现状封闭）                                  |  |  |
|          | 岛式站台（卫生间、母婴室） |                                                           |  |  |
|          | 1 站台                     | █13号线 新沙方向（下站：官湖）                            |  |  |

### 站厅

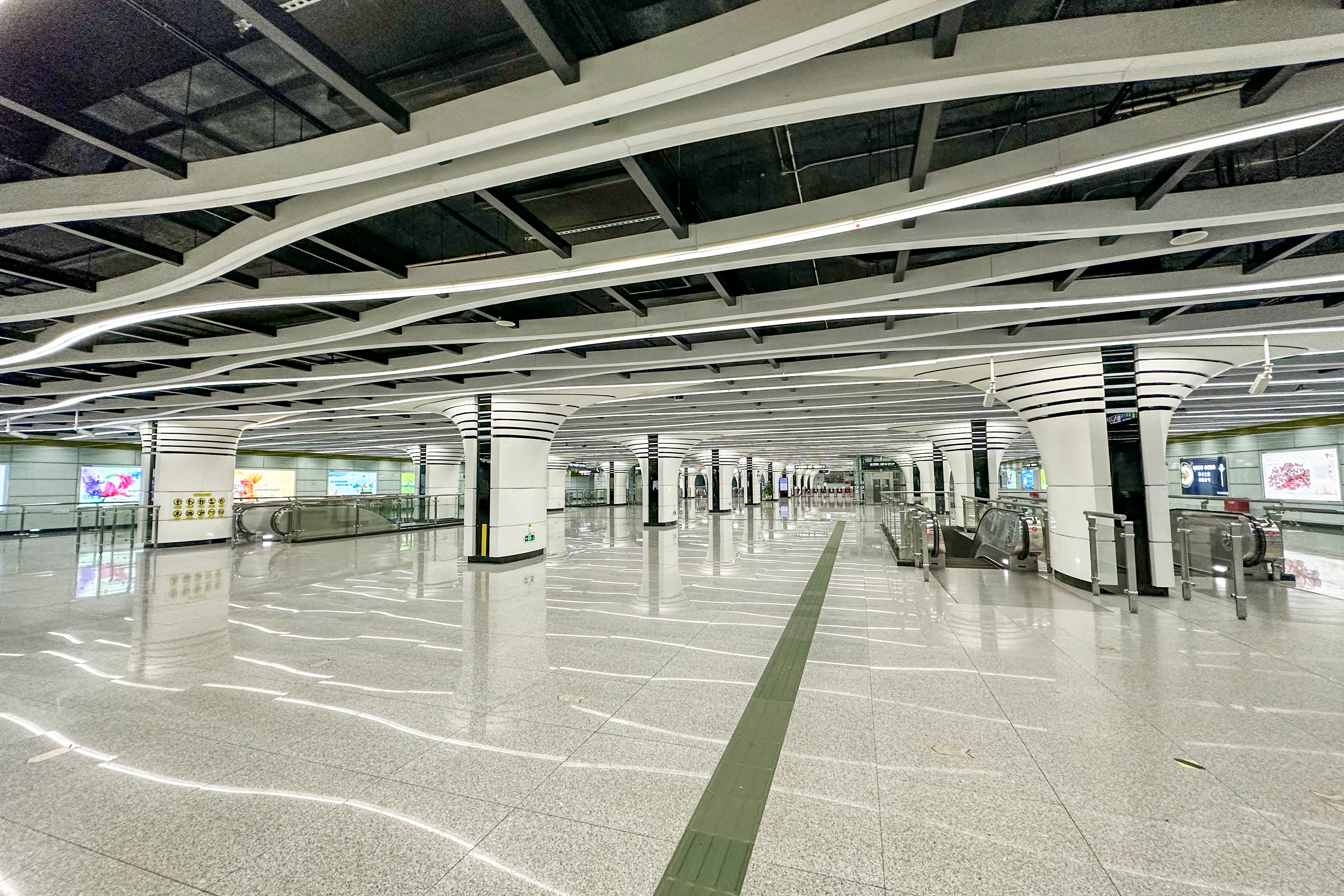
站厅

新塘站站厅設有售票機及客務中心；亦设有便利店、面包糕饼店，以及自动照相机、自动售卖机和自动售卡/充值机。
为方便行人进出，站厅北侧被划分为收费区，收费区内各自设有多组扶手电梯、楼梯和一台专用电梯供乘客前往不同方向的月台。

### 月台

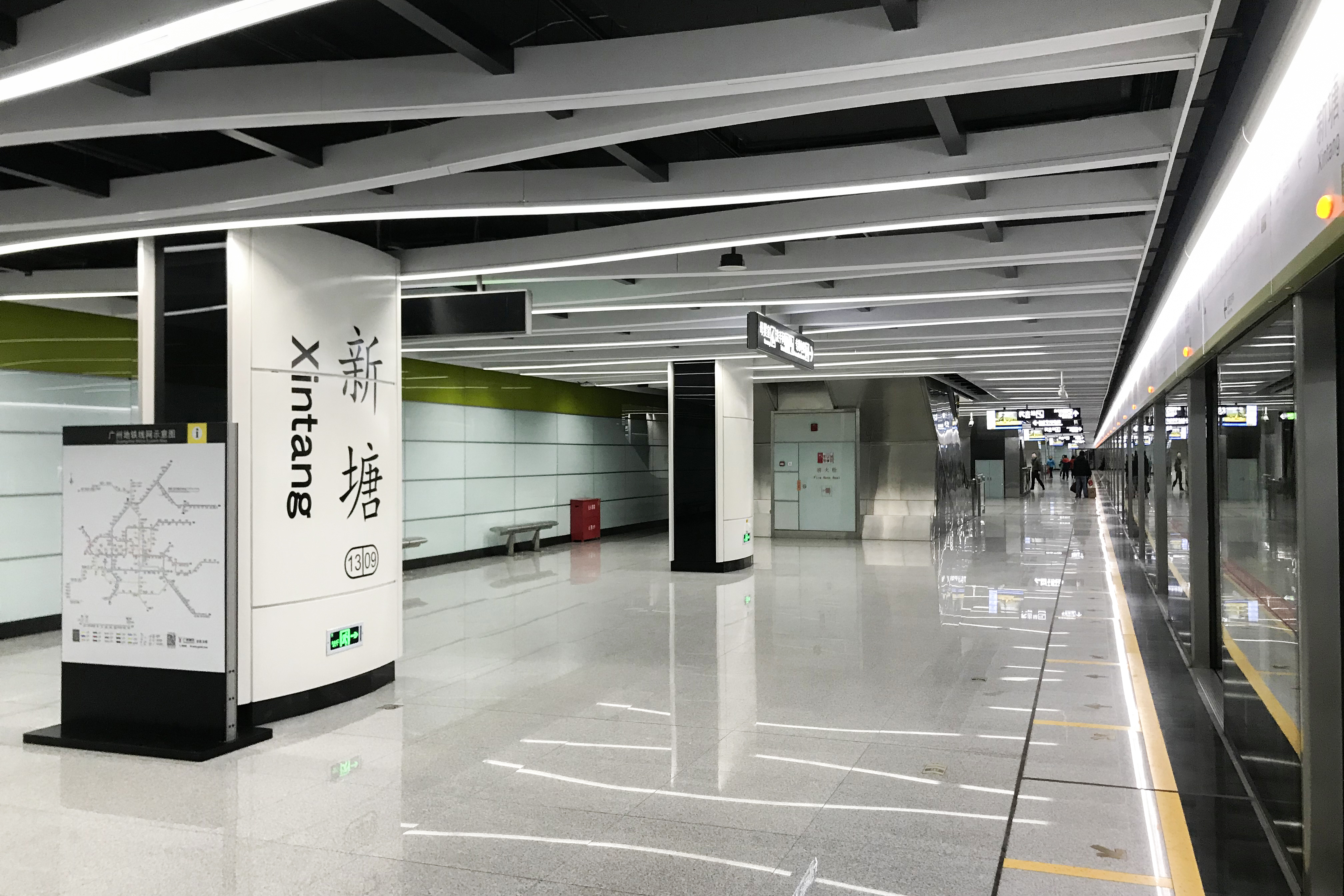
2号月台

新塘站设有两个並排的岛式月台，位于环城路地底，由13號線和16號線共用。目前13號線只使用外側的1號和2號站台；而內側預留給16號線的站台則被玻璃板假牆封閉，留待16號線建成之後才使用。因此在乘客眼中，本站只設有一對側式站台。
两个月台设有卫生间和母嬰室，其中1号月台设于月台東側；2号月台则设于月台西側。

### 出入口
新塘站现时设有5个出入口供乘客进出。
本站开通初期设有D2、E口供乘客进出车站，C出入口建成但未开通，同时本站是13号线開通時少數沒有设置连接地面的升降机车站之一。因国铁新塘站施工，2022年12月7日起，E出口关闭，同日C出口启用；国铁新塘站于2023年9月26日开通后，原E口改建而成的E2口及新设的E1、E3口同步开通。
|                                                             |              |      |            |                                                              |
| 編號                                                        | 设施         | 照片 | 出口指示   | 建議前往的目的地                                             |
| 13号线站廳                                                  |              |      |            |                                                              |
| C                                                           |              |      | 港口大道   | 新新大道南、新塘南站、新塘地铁站公交车站、新塘地铁站公交总站 |
| D2                                                          | 扶手电梯标志 |      | 港口大道   | 新新大道南、广州市增城区新塘中学、新塘地铁站公交车站         |
| E1                                                          | 扶手电梯标志 |      | 港口大道   | 新新大道南、新塘地铁站公交总站                               |
| E2                                                          |              |      | 港口大道   | 新新大道南                                                   |
| 新塘站换乘厅                                                |              |      |            |                                                              |
| E3                                                          | 扶手电梯标志 |      | 新塘火车站 | 新塘火车站（出站口）、新塘站公交总站                         |
| E4                                                          | 扶手电梯标志 |      |            | （暂缓启用）                                                 |
| E5                                                          |              |      |            | （暂缓启用）                                                 |
| 註： 設有 \| 設有 \| 設有 \| 設有輪椅升降台 \| 設有扶手電梯 |              |      |            |                                                              |

## 接驳交通
| 编号 | 编号       | 线路                   | 线路                  | 线路                   | 收费                  | 备注                   |
| ---- | ---------- | ---------------------- | --------------------- | ---------------------- | --------------------- | ---------------------- |
|      | 增城9A快线 | 罗岗市场               | ⇆                     | 新塘站公交总站         | 5元                   |                        |
|      | 增城27     | 新塘站公交总站         | ⇆                     | 田心村                 | 2元                   |                        |
|      | 增城40     | 新塘站公交总站         | ⇆                     | 耕寮村                 | 2元                   |                        |
|      | 增城75     | 已于2025年8月12日停办  | 已于2025年8月12日停办 | 已于2025年8月12日停办  | 已于2025年8月12日停办 | 已于2025年8月12日停办  |
|      | 增夜4      | 中新车站               | ⇆                     | 新塘站公交总站         | 3元                   | 增城35路的夜班公交形式 |
|      | 莞75       | （东莞）国贸中心首末站 | ⇆                     | （广州）新塘站公交总站 | 3元                   | 原 876                 |
|      | 莞G7       | （东莞）汽车东站       | ⇆                     | （广州）新塘站公交总站 | 3元                   | 原 K6                  |

| 编号 | 编号       | 线路                  | 线路                  | 线路                  | 收费                  | 备注                  |
| ---- | ---------- | --------------------- | --------------------- | --------------------- | --------------------- | --------------------- |
|      | 增城9      | 公汽公司              | ⇆                     | 新塘海关              | 5元                   |                       |
|      | 增城9A快线 | 罗岗市场              | ⇆                     | 新塘站公交总站        | 5元                   |                       |
|      | 增城34     | 214站                 | ⇆                     | 二汽石滩客运站        | 5元                   |                       |
|      | 增城34快线 | 214站                 | ⇆                     | 增城站公交总站        | 5元                   |                       |
|      | 增城36     | 五福路                | ⇆                     | 新塘站公交总站        | 3元                   |                       |
|      | 增城38     | 坭紫市场              | ⇆                     | 海伦春天              | 2元                   |                       |
|      | 增城75     | 已于2025年8月12日停办 | 已于2025年8月12日停办 | 已于2025年8月12日停办 | 已于2025年8月12日停办 | 已于2025年8月12日停办 |

## 歷史
本站最早出現在2003年的地鐵規劃方案中，當時是5號線接駁廣深鐵路的終點站，並隨國鐵車站命名為新塘站。其後方案局部修改，本站成為當時14號線的中途站。隨後在2008年方案中，原14號線被分拆重組成多條線路，最終本站確定成為13號線和16號線的換乘站。其後本站隨13號線首期工程動工興建。在廣州地鐵集團向廣州市民政局地名委員會申報的13號線車站正式名稱中，本站名稱維持不變。
2015年11月，本站主体结构封顶。2017年12月28日，本站随13号线首期开通而启用。
2020年5月22日，受当天凌晨广州的特大暴雨影响，13号线全线停運，本站亦隨之關閉。直至6月13日，本站隨沙村至新沙段恢復運營而重開。
2022年12月7日，本站E口关闭、C口启用；2023年9月26日，E1-E3口及国铁换乘通道随国铁新塘站的启用而投入运营。

## 未來發展
本站及临近的新塘站、新塘南站未来将有数条轨道交通线路交汇，届时将成为广州东部重要的交通枢纽。

### 16號線
规划中的16號線擬在本站始發，前往增城區荔城街道。16號線建成後，本站內側月台亦會啟用，乘客可在本站換乘13號線和16號線。惟16號線仍屬遠期規劃，未有建設時間表。
另外，16号线将会在月台西側设存车线以及折返线；月台東側则设单渡线。同时亦会在月台西側设置连接13号线正线的联络线。

### 20号线

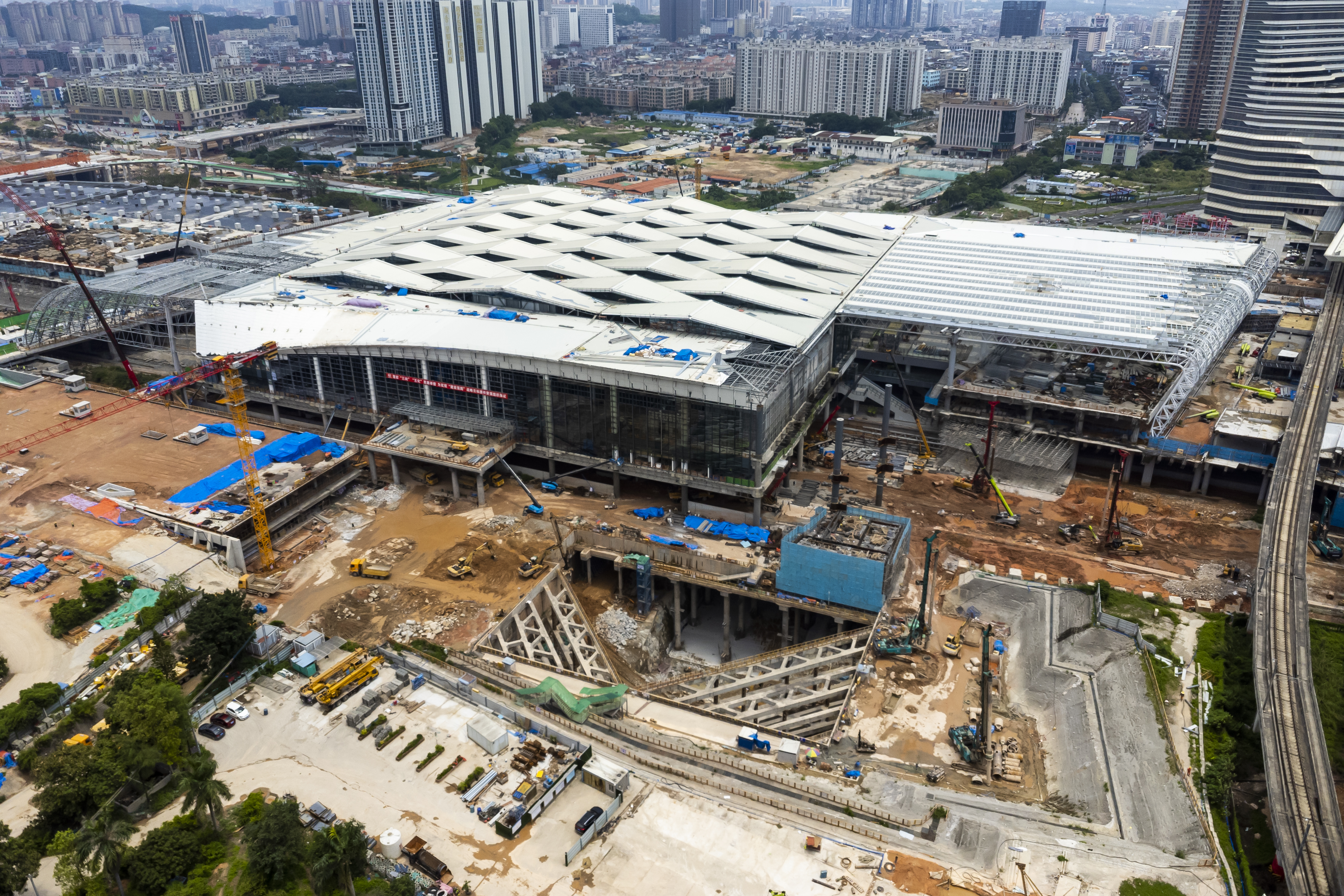
预留工程工地（2023年5月）

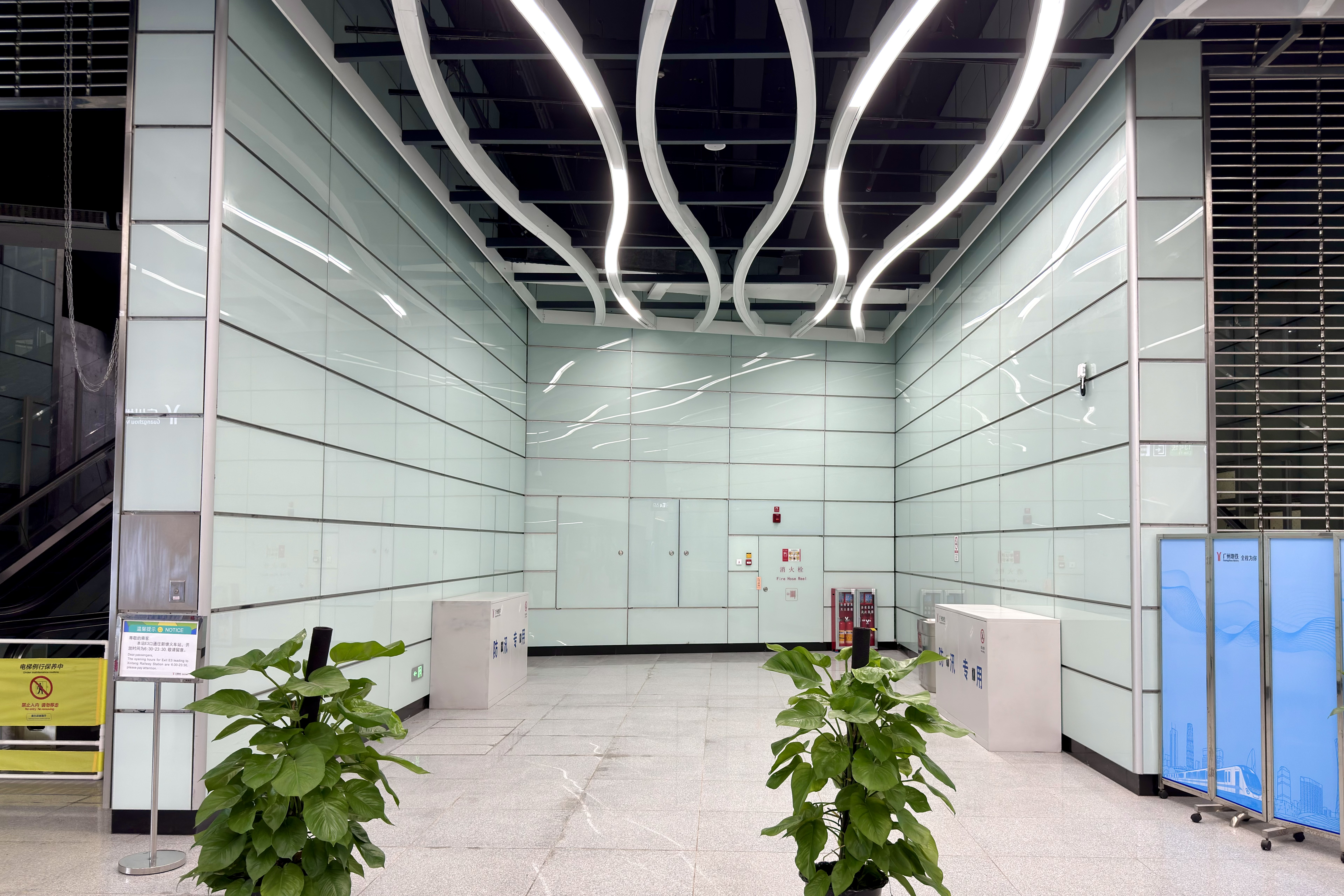
换乘厅位于E3、E4出入口之间的预留位置

规划中的20号线拟设有新塘站，位于既有13/16号线东北侧、国铁新塘站站房下方，为岛式站台车站。地下一层为国铁站台，地下二层为20号线站厅，地下三层为20号线站台。
20号线虽属远期规划线路，但因其规划站位与国铁车站冲突，故需要在广汕高铁新塘站施工时，同步预留地铁车站。该工程名为“广州新塘站综合交通枢纽一体化工程地铁土建预留工程”，对20号线车站土建结构进行预留，亦将建设与既有13/16号线的换乘通道及市政下穿通道，并预留与北侧28号线车站的换乘节点。预留工程于2021年4月28日完成钢管桩施工，2022年11月30日完成浇筑主体结构全部盖板，2023年已基本完工。
预留20号线部分因国铁新塘站启用而开放新塘站换乘厅部分的E3出入口，供乘客来往国铁站和地铁站。
预留20号线車站結構
| 地上三层 | 国铁新塘站出发平台   | E4出入口（尚未开放）                          |  |  |
| 地上二层 | 国铁新塘站到达平台   | E3出入口                                      |  |  |
| 地面     | 国铁换乘厅           | 非付费区通道前往 █13号线 E5出入口（尚未开放） |  |  |
| 地下一层 | 站厅夹层             | 预留站厅及出入口部分结构                      |  |  |
| 地下二层 | 站厅                 | 预留站厅部分结构                              |  |  |
| 地下三层 |                      | 预留 █20号线                                  |  |  |
|          | 预留岛式站台部分结构 |                                               |  |  |
|          |                      | 预留 █20号线                                  |  |  |

### 28号线
规划中的28号线（佛穗莞城际）及其支线拟在本站设站，将位于国铁新塘站北侧。因国铁新塘站地铁预留工程设计时，28号线仍属远期规划，且当时地铁、国铁、城际及地方对于28号线车站建设方案存在争议，故当局选择优先建设国铁车站，仅对28号线作出预留。